# 2020: il grande inganno
2020: il grande inganno è un film di fantascienza del 1989, diretto da Francis Schaeffer.

## Trama
Ambientata in un ipotetico futuro (nell'anno 2099) dove al comando degli Stati Uniti d'America vi è un dittatore, Joe Gage e suo fratello Artie viaggiano con Mila e Blaise Hart alla ricerca di un tesoro misterioso.